# Frédéric-Vincent Lebbe
Frédéric-Vincent Lebbe (ur. 19 sierpnia 1877 w Gandawie, zm. 24 czerwca 1940 w Chongqingu) – belgijski lazarysta, misjonarz katolicki w Chinach.
Pochodził z rodziny mieszczańskiej o mieszanych walońsko-flamandzkich korzeniach; jego ojciec był adwokatem. Pod wpływem przeczytanej w dzieciństwie książki o życiu Jean-Gabriela Perboyre'a wstąpił 6 listopada 1895 roku do nowicjatu lazarystów w Paryżu. 7 listopada 1897 roku złożył śluby zakonne. W 1898 roku został wysłany na studia w Dax, a stamtąd dwa lata później do Rzymu. Po usłyszeniu wieści o prześladowaniach chrześcijan w czasie trwającego wówczas powstania bokserów skierował do władz zakonnych w Paryżu pismo z prośbą o wysłanie go na misję do Chin. Po otrzymaniu pozytywnej odpowiedzi, wraz z grupą innych zakonników zaokrętował się 10 lutego 1901 roku na statek w Marsylii.
Statkiem z Marsylii przybył do Tianjinu, skąd udał się pociągiem do Pekinu. Tam rozpoczął pracę w katolickiej misji i naukę języka chińskiego. 1 października 1901 roku został subdiakonem, a 25 dni później otrzymał święcenia kapłańskie. W 1906 roku został proboszczem na parafii w Tianjinie. Zorganizował sprawnie działającą akcję misyjną, której podstawą było nauczanie religii chrześcijańskiej na publicznych wykładach. 22 marca 1912 roku zaczął wydawać pierwszy katolicki tygodnik w Chinach, a w 1915 roku pierwszy katolicki dziennik, Yishibao (益世报). Postulował szacunek wobec chińskiej kultury poprzez np. stosowanie chińskich rozwiązań architektonicznych w budownictwie sakralnym, a także stworzenie stałej chińskiej hierarchii kościelnej i wyświęcanie chińskich księży na biskupów (wszyscy hierarchowie byli wówczas pochodzenia europejskiego).
W 1916 roku wmieszał się w konflikt w sprawie parceli przy koncesji francuskiej w Tianjinie, którą misja zakupiła celem wzniesienia tam katedry, a którą konsul francuski bezprawnie zajął celem przyłączenia do koncesji. Frédéric-Vincent Lebbe na łamach Yishibao wystąpił z ostrą krytyką poczynań strony francuskiej, za co decyzją władz zakonnych został oddelegowany na parafię w Ningbo. Ostatecznie sprawa dotarła do Kongregacji Rozkrzewiania Wiary w Rzymie, która przyznała rację Lebbe'owi i nakazała przyjąć go ponownie na posługę w Tianjinie. Ten jednak, nie chcąc zaogniać sporu, na początku 1920 roku wrócił do Europy. W Paryżu rozpoczął pracę misyjną wśród chińskich studentów przebywających w stolicy Francji; w 1923 roku założył Katolicki Związek Młodzieży Chińskiej. 28 października 1926 roku wziął w Rzymie udział w ceremonii wyświęcenia pierwszych sześciu chińskich biskupów.
Na początku 1927 roku powrócił do Chin, podejmując pracę misyjną w diecezji Anguo (prowincja Hebei). Kierując misją doprowadził do założenia dwóch klasztorów, męskiego i żeńskiego. W 1928 roku otrzymał chińskie obywatelstwo i przyjął imię Lei Mingyuan (chiń. upr. 雷鸣远; chiń. trad. 雷鳴遠). Po wybuchu w 1937 roku wojny chińsko-japońskiej zaangażował się w tworzenie służby sanitarnej u boku armii chińskiej. Osobiście zaangażował się w agitację patriotyczną na froncie, za co otrzymał stopień pułkownika i medal honorowy z rąk Czang Kaj-szeka w 1938 roku.
9 marca 1940 roku Frédéric-Vincent Lebbe przedostał się wraz z grupą współbraci na tereny zajmowane przez komunistyczną 8. Armię w południowej części prowincji Shanxi, gdzie zostali uwięzieni. Po sześciu tygodniach został wypuszczony w wyniku negocjacji prowadzonych przez Kuomintang i przewieziony do Chongqingu, gdzie zmarł 24 czerwca z powodu schorzenia woreczka żółciowego i ogólnego wyczerpania pobytem w więzieniu. W dniu jego pogrzebu rząd Republiki Chińskiej polecił opuścić flagi do połowy masztu, a w uroczystościach żałobnych wzięła udział oficjalna delegacja rządowa. 18 lipca 1940 roku rząd chiński wydał dekret o uczczeniu pamięci o. Lebbe.